# Senpai wa Otokonoko
Senpai wa Otokonoko (japonês: 先輩はおとこのこ; "Meu Veterano É um Otokonoko"), também conhecido pelo título em inglês Senpai Is an Otokonoko, é uma série de mangá romântica escrita e ilustrada por Pom. Foi serializada digitalmente pela Line Manga de 2019 a 2021 como uma série semanal, e seus volumes foram compilados em volumes tankōbon impressos pela Ichijinsha desde 2021. A história segue um triângulo amoroso envolvendo Makoto Hanaoka, um cross-dresser; Saki Aoi, uma estudante bissexual mais jovem; e Ryuji Taiga, um amigo de infância de Makoto. Uma adaptação de anime produzida pelo Project No.9 estreou em julho de 2024 no bloco de programação Noitamina da Fuji TV.
Pom criou a série com temas como o amor, independentemente do gênero, e surgiu originalmente com o conceito ao ter dificuldades para desenhar personagens masculinos. A série foi popular entre os leitores e bem recebida pelos críticos por sua escrita e personagens, tornando-se o terceiro colocado no prêmio Next Manga Award de 2021 e a terceira série de mangá de linha mais lida de 2021.

## Premissa
Senpai wa Otokonoko é um mangá de romance que acompanha Makoto Hanaoka, um jovem que se veste como mulher apesar da desaprovação da sua mãe. Saki Aoi, uma garota que frequenta a mesma escola que Makoto, se apaixona por ele acreditando ser uma mulher, e só descobre a verdade após confessar os seus sentimentos por ele e ser rejeitada. Ela é bissexual e não se importa com o gênero dele, e ainda deseja se tornar seu primeiro amor, mas ele teme que ela seja vista como estranha por se associar a um cross-dresser. Ryuji Taiga, um amigo de infância de Makoto, inicialmente não tem certeza de estar com outro homem, mas um triângulo amoroso envolvendo os três se forma à medida que ele se acostuma.

## Personagens
Makoto Hanaoka (花岡 まこと, Hanaoka Makoto)
Voz de: Shūichirō Umeda
Makoto é um garoto que se veste de mulher na escola, usando uma peruca de cabelo comprido e uniforme de marinheiro feminino, pois gosta de coisas bonitinhas. Porém, em casa ele veste roupas masculinas porque sua mãe desaprova o seu comportamento.
Saki Aoi (蒼井 咲, Aoi Saki)
Voz de: Akira Sekine
Saki é uma estudante do primeiro ano que se apaixona por Makoto. Quando ela vai confessar seus sentimentos ao Makoto, acreditando ser uma mulher, ele rejeita-a. Apesar disso, por ser bissexual, ela diz que não se importa com o gênero dele, e ainda deseja se tornar seu primeiro amor.
Ryuji Taiga (大我 竜二, Taiga Ryūji)
Voz de: Yuma Uchida
Ryuji é amigo de infância de Makoto que acaba desenvolvendo sentimentos por ele, porém acaba resistindo inicialmente, visto que eles são ambos homens.

## Produção
Senpai wa Otokonoko foi escrito e ilustrado por Pom e teve origem na dificuldade que ele tinha em desenhar personagens masculinos. Ele então recebeu o conselho de um conhecido para desenhar uma série em que um personagem masculino se vestisse como uma mulher; antes disso, ele havia considerado fazer uma série sobre um romance lésbico. Devido à dificuldade de Pom com os personagens masculinos, muito tempo foi dedicado ao painel em que Makoto mostra que não é uma garota e, no final, ele ainda permaneceu insatisfeito com isso. O cenário foi projetado em torno do cross-dressing de Makoto, com uma escola onde as alunas usam seifuku, garantindo o contraste visual com o uniforme escolar masculino. Embora existam escolas de ensino médio japonesas que permitem que os alunos do sexo masculino usem uniformes escolares femininos, a escola que Makoto frequenta não foi modelada com base em nenhuma escola específica do mundo real.
No início do planejamento do mangá, considerou-se a possibilidade de fazer uma comédia baseada em piadas, mas se optou por um tom sério, visto que é isso que Pom pessoalmente gosta de ler, o que o levou a escrever sobre o relacionamento conturbado de Makoto com sua mãe. Entre os principais temas estão "relações humanas, amor independentemente do sexo, a importância de respeitar a diversidade, poder gostar de coisas fofas como homem e a importância de cuidar de si próprio", apesar de Pom não ter escrito a história com a intenção específica de combater preconceitos contra pessoas que desafiam as normas de gênero. Pom não queria que a história parecesse sombria e, por isso, teve a consciência de equilibrar cenas mais sombrias com outras mais leves.
Pom manteve intencionalmente a história focada em apenas três personagens principais, expressando seu desagrado quando o elenco de um mangá cresce enquanto sua história fica menos focada e acaba se tangenciando. Makoto e Saki foram criados para contrastar um com o outro, sendo Makoto uma pessoa ansiosa e Saki uma pessoa confiante que sempre dá o primeiro passo; Ryuji, por sua vez, foi criado como um equilíbrio entre os dois. Pom usou a dubladora Tomoko Kaneda como referência para os movimentos de Saki, que foi concebida como uma garota proativa e imatura que sempre é fiel a si mesma. Ao escrever e desenhar Makoto, Pom estava ciente de que Makoto só se veste como mulher porque gosta da estética e, portanto, pretendia retratá-lo como homem por dentro. Pom tentou intencionalmente limitar a quantidade de texto na série e, em vez disso, usou a narrativa visual sempre que possível. Como Pom pretendia que a série durasse apenas 16 capítulos, não havia um plano detalhado de como continuar a história depois disso, deixando-a ir para onde os personagens a levassem após planejar os cenários para eles; Pom achava que não era possível retratar as coisas de forma crível a menos que tivesse a experiência, e descreveu os personagens como tendo partes do autor dentro deles.

## Mídias

### Mangá
O mangá começou como o yonkoma Otokonoko ga Kōhai ni Kokuhaku Sareru Hanashi, que Pom redesenhou e expandiu para um piloto no "programa de estreia de fronteira" da Line Manga para criadores independentes em dezembro de 2019, sendo assinado para serialização digital semanal dentro de quatro meses da estreia. A série terminou com o capítulo 100 em 30 de dezembro de 2021; Pom considerou continuar a série, mas quis encerrá-la em um ponto alto e não a estender. Uma prequela intitulada Senpai wa Otokonoko Deai-hen foi lançada pela Line Manga a partir de 21 de dezembro de 2023, e terminou após 72 capítulos em 17 de abril de 2025.
O primeiro volume tankōbon compilando os capítulos da série em cores, juntamente com um capítulo exclusivo de 16 páginas, foi lançado em 25 de novembro de 2021 pela Ichijinsha; Pom achou que seria difícil preparar a série para impressão, pois ela foi originalmente criada para um formato digital de rolagem vertical e considerou abandonar a ideia, mas prosseguiu devido aos pedidos dos leitores.

#### Lista de volumes
| N.º | Data de lançamento     | ISBN              |
| --- | ---------------------- | ----------------- |
| 1   | 25 de novembro de 2021 | 978-4-7580-2313-9 |
| 2   | 25 de abril de 2022    | 978-4-7580-2387-0 |
| 3   | 25 de julho de 2022    | 978-4-7580-2437-2 |
| 4   | 25 de novembro de 2022 | 978-4-7580-2468-6 |
| 5   | 29 de março de 2023    | 978-4-7580-2505-8 |
| 6   | 25 de julho de 2023    | 978-4-7580-2563-8 |
| 7   | 24 de novembro de 2023 | 978-4-7580-2609-3 |
| 8   | 1 de abril de 2024     | 978-4-7580-2609-3 |
| 9   | 25 de julho de 2024    | 978-4-7580-2734-2 |
| 10  | 25 de outubro de 2024  | 978-4-7580-2790-8 |

### Anime
Uma adaptação para anime foi anunciada pela Aniplex no AnimeJapan em 25 de março de 2023. Foi produzida pelo estúdio Project No.9, com Shinsuke Yanagi como diretor da série, Yoriko Tomita como roteirista principal, personagens desenhadas por Shōto Shinkai e música composta por Yukari Hashimoto. A série foi transmitida no bloco de programação Noitamina da Fuji TV de 5 de julho a 27 de setembro de 2024. Kujira interpreta a música tema de abertura Wagamama e a música de encerramento Are ga Koi Datta no kana, com a última apresentando Nishina. A Crunchyroll licenciou a série fora da Ásia.
Um filme de anime intitulado Eiga Senpai wa Otokonoko: Ame Nochi Hare foi anunciado em 27 de setembro de 2024. Será dirigido pelo diretor da série Shinsuke Yanagi e escrito pelo roteirista da série Yoriko Tomita. Servirá como uma continuação direta da série de televisão e está programado para estreiar em 14 de fevereiro de 2025.

#### Lista de episódios
| N.º | Título                                                                                              | Dirigido por                  | Escrito por   | Storyboard por   | Direção-chefe de animação por                          | Exibição original      |
| --- | --------------------------------------------------------------------------------------------------- | ----------------------------- | ------------- | ---------------- | ------------------------------------------------------ | ---------------------- |
| 1   | "Senpai É um Otokonoko" Transliteração: "Senpai wa Otokonoko" (em japonês: 先輩はおとこのこ)        | Zi Hao Xuan, Keisuke Gouda    | Yoriko Tomita | Shinsuke Yanagi  | Shōto Shinkai                                          | 5 de julho de 2024     |
| 2   | "Em Busca de Coisas Fofas" Transliteração: "Kawaii Mono Meguri" (em japonês: かわいいものめぐり)    | Lin Yingchen                  | Yoriko Tomita | Keiichi Ishikura | Shōto Shinkai, Eri Ogawa, Yuta Masaki, Tae Inotsume    | 12 de julho de 2024    |
| 3   | "Adeus a mim Mesma" Transliteração: "Sayonara Watashi" (em japonês: さよならわたし)                 | Project No.9                  | Yoriko Tomita | Zi Hao Xuan      | Shōto Shinkai                                          | 19 de julho de 2024    |
| 4   | "Acabei percebendo" Transliteração: "Kizuiteshimatta" (em japonês: 気づいてしまった)                | Keisuke Gouda                 | Yoriko Tomita | Keiichi Ishikura | Shōto Shinkai, Eri Ogawa, Susumu Watanabe, Yuta Masaki | 26 de julho de 2024    |
| 5   | "Especial" Transliteração: "Tokubetsu" (em japonês: 特別)                                           | Kousei Hirayama, Shigeki Awai | Yoriko Tomita | Zi Hao Xuan      | Shōto Shinkai, Eri Ogawa, Yuta Masaki, Haruki Moriya   | 2 de agosto de 2024    |
| 6   | "Eu Tenho que Decidir" Transliteração: "Kimenakya Ikenai Koto" (em japonês: 決めなきゃいけないこと) | Seong Beom Kim                | Seiko Takagi  | Keiichi Ishikura | Shōto Shinkai, Yuta Masaki                             | 16 de agosto de 2024   |
| 7   | "Tipo Isso" Transliteração: "Sōiu no" (em japonês: そーいうの)                                      | Project No.9                  | Yoriko Tomita | Zi Hao Xuan      | Shōto Shinkai, Eri Ogawa, Yuta Masaki, Haruki Moriya   | 23 de agosto de 2024   |
| 8   | "Feridas" Transliteração: "Kizuguchi" (em japonês: 傷ぐち)                                          | Chuan Feng Xu                 | Seiko Takagi  | Lin Yingchen     | Shōto Shinkai, Pei Fei Wang                            | 30 de agosto de 2024   |
| 9   | "Natal" Transliteração: "Kurisumasu" (em japonês: クリスマス)                                       | Keisuke Gouda                 | Seiko Takagi  | Zi Hao Xuan      | Shōto Shinkai, Eri Ogawa, Yuta Masaki, Tae Inotsume    | 6 de setembro de 2024  |
| 10  | "O Sentimento dos Dois" Transliteração: "Futari no Omoi" (em japonês: ふたりの思い)                 | Fumio Maezono                 | Yoriko Tomita | Keiichi Ishikura | Shōto Shinkai, Eri Ogawa, Yuta Masaki                  | 13 de setembro de 2024 |
| 11  | "Ex-amigos" Transliteração: "Moto Tomodachi" (em japonês: 元ともだち)                               | Shigeki Awai                  | Seiko Takagi  | Keiichi Ishikura | Shōto Shinkai, Eri Ogawa, Yuta Masaki                  | 20 de setembro de 2024 |
| 12  | "Quem Sou de Verdade" Transliteração: "Hontō no Boku" (em japonês: 本当のぼく)                      | Mizuki Sakuma                 | Yoriko Tomita | Zi Hao Xuan      | Shōto Shinkai, Eri Ogawa, Yuta Masaki                  | 27 de setembro de 2024 |

## Recepção
Senpai wa Otokonoko foi bem recebido pela crítica e pelos leitores, ficando em terceiro colocado no Next Manga Award de 2021 na categoria web mangá. Em 2020 o mangá cresceu em popularidade, tornando-se a terceira série mais lida por mulheres da Line Manga em 2021, ficando atrás de Honey Lemon Soda de Mayu Murata e True Beauty de Yaongyi. Foi a terceira mais bem classificada na pesquisa de 2021 do AnimeJapan sobre quais séries de mangá publicadas no ano anterior os leitores gostariam de ver adaptadas para anime, e a primeira mais bem classificada em 2022. Em novembro de 2024, a série tinha mais de 220 milhões de visualizações acumuladas no Line Manga.
A escrita foi bem recebida por discutir tópicos potencialmente pesados, como sexualidade, ao mesmo tempo em que conseguiu manter um tom leve; A Oricon e a Nijimen acharam que a série fez um bom trabalho ao retratar a psicologia dos personagens e suas dificuldades em querer se abrir sobre si mesmos, ao mesmo tempo em que temem a vulnerabilidade que vem com isso. A Da Vinci escreveu que sabia que amava a série quando leu a frase do Capítulo 31 "tem que ser um ou outro?", e achou profundo o retrato da situação de Makoto em casa com sua mãe que o desaprova e como isso afeta sua solidão; eles recomendaram o mangá a homens e mulheres de todas as idades. Os críticos gostaram dos personagens, com a Magmix chamando Makoto de atraente e fofo, e o elenco como um todo retratado de forma humanista, e a Da Vinci se sentindo envolvido nos relacionamentos dos personagens. Ao fazer uma resenha do mangá para a Model Press, Kira Yokoyama o recomendou para leitores que gostam de histórias de amadurecimento e ambientes escolares, considerando a história nova e interessante, com retratos bem escritos dos sentimentos dos personagens e um protagonista atraente que é ao mesmo tempo bonitinho e descolado. A arte também foi bem recebida, com a Oricon e a Nijimen descrevendo a coloração como bonita, e a Da Vinci chamando a cena em que Makoto revela seu gênero de particularmente bem desenhada.